# Bulbophyllum malleolabrum
Bulbophyllum malleolabrum är en orkidéart som beskrevs av Cedric Errol Carr. Bulbophyllum malleolabrum ingår i släktet Bulbophyllum och familjen orkidéer. Inga underarter finns listade i Catalogue of Life.